# Eloria venosa
Eloria venosa är en fjärilsart som beskrevs av Walker 1855. Eloria venosa ingår i släktet Eloria och familjen tofsspinnare. Inga underarter finns listade i Catalogue of Life.